# Noorwegen op de Olympische Winterspelen 1928
Tijdens de Olympische Winterspelen van 1928, die in Sankt Moritz (Zwitserland) werden gehouden, nam de Noorwegen voor de tweede keer deel.

## Medailleoverzicht
| Sport              | Olympiër             | Discipline | Medaille |
| ------------------ | -------------------- | ---------- | -------- |
| Kunstrijden        | Sonja Henie          | vrouwen    | Goud     |
| Langlaufen         | Johan Grøttumsbråten | 18 km (m)  | Goud     |
| Noordse combinatie | Johan Grøttumsbråten | mannen     | Goud     |
| Schaatsen          | Ivar Ballangrud      | 5000 m (m) | Goud     |
| Schaatsen          | Bernt Evensen        | 500 m (m)  | Goud     |
| Schansspringen     | Alf Andersen         | mannen     | Goud     |
| Langlaufen         | Ole Hegge            | 18 km (m)  | Zilver   |
| Noordse combinatie | Hans Vinjarengen     | mannen     | Zilver   |
| Schaatsen          | Bernt Evensen        | 1500 m (m) | Zilver   |
| Schansspringen     | Sigmund Ruud         | mannen     | Zilver   |
| Langlaufen         | Reidar Ødegaard      | 18 km (m)  | Brons    |
| Noordse combinatie | Jon Snersrud         | mannen     | Brons    |
| Schaatsen          | Ivar Ballangrud      | 1500 m (m) | Brons    |
| Schaatsen          | Bernt Evensen        | 5000 m (m) | Brons    |
| Schaatsen          | Roald Larsen         | 500 m (m)  | Brons    |

## Deelnemers en resultaten

### Kunstrijden
| Olympiër       | Discipline | Resultaat | Prestatie               |
| -------------- | ---------- | --------- | ----------------------- |
| Sonja Henie    | vrouwen    | Goud      | pc. 8; 2452,25 punten   |
| Edel Randem    | vrouwen    | 13e       | pc. 94; 1880,75 punten  |
| Karen Simensen | vrouwen    | 16e       | pc. 103; 1811,75 punten |

### Langlaufen
| Olympiër             | Discipline | Resultaat | Prestatie |
| -------------------- | ---------- | --------- | --------- |
| Johan Grøttumsbråten | 18 km (m)  | Goud      | 1:37.01   |
| Ole Hegge            | 18 km (m)  | Zilver    | 1:39.01   |
| Reidar Ødegaard      | 18 km (m)  | Brons     | 1:40.11   |
| Hagbart Håkkonsen    | 18 km (m)  | 5e        | 1:41.29   |
| Olav Kjelbotn        | 50 km (m)  | 4e        | 5:14.22   |
| Ole Hegge            | 50 km (m)  | 5e        | 5:17.58   |
| Johan Støa           | 50 km (m)  | 8e        | 5:25.30   |
| John Røen            | 50 km (m)  | dnf       | opgave    |

### Noordse combinatie
| Olympiër             | Discipline | Resultaat | Prestatie                                                          |
| -------------------- | ---------- | --------- | ------------------------------------------------------------------ |
| Johan Grøttumsbråten | mannen     | Goud      | 17,833 punten 18 km: 20,000 (1:37.01) schans: 15,667 (49,5+56,0 m) |
| Hans Vinjarengen     | mannen     | Zilver    | 15,303 punten 18 km: 17,750 (1:41.44) schans: 12,856 (59,5+61,0m)  |
| Jon Snersrud         | mannen     | Brons     | 15,021 punten 18 km: 13,125 (1:50.51) schans: 16,917 (60,5+52,0m)  |
| Ole Kolterud         | mannen     | 8e        | 13,146 punten 18 km: 13,375 (1:50.17) schans: 12,917 (59,0+65,5m)  |

### Schaatsen
| Olympiër         | Discipline   | Resultaat | Prestatie |
| ---------------- | ------------ | --------- | --------- |
| Ivar Ballangrud  | 1500 m (m)   | Brons     | 2.22,6    |
| Ivar Ballangrud  | 5000 m (m)   | Goud      | 8.50,5    |
| Armand Carlsen   | 5000 m (m)   | 5e        | 9.01,5    |
| Armand Carlsen   | 10.000 m (m) | 6e        | 20.56,1   |
| Bernt Evensen    | 500 m (m)    | Goud      | 43,4      |
| Bernt Evensen    | 1500 m (m)   | Zilver    | 2.21,9    |
| Bernt Evensen    | 5000 m (m)   | Brons     | 9.01,1    |
| Bernt Evensen    | 10.000 m (m) | 2e        | 18.36,6   |
| Roald Larsen     | 500 m (m)    | Brons     | 43,6      |
| Roald Larsen     | 1500 m (m)   | 4e        | 2.25,3    |
| Roald Larsen     | 10.000 m (m) | dnf       | opgave    |
| Wollert Nygren   | 1500 m (m)   | 13e       | 2.28,7    |
| Oskar Olsen      | 500 m (m)    | 9e        | 44,7      |
| Hakon Pedersen   | 500 m (m)    | 6e        | 43,8      |
| Michael Staksrud | 5000 m (m)   | 7e        | 9.07,3    |

### Schansspringen
| Olympiër           | Discipline | Resultaat | Prestatie                   |
| ------------------ | ---------- | --------- | --------------------------- |
| Alf Andersen       | mannen     | Goud      | 19,208 punten (60,0+64,0 m) |
| Sigmund Ruud       | mannen     | Zilver    | 18,524 punten (57,5+62,5 m) |
| Jacob Tullin Thams | mannen     | 28e       | 12,562 punten (56,5+73,0 m) |
| Hans Kleppen       | mannen     | 36e       | 6,500 punten (56,5+64,5 m)  |

Argentinië · België · Canada · Duitsland · Estland · Finland · Frankrijk · Groot-Brittannië · Hongarije · Italië · Japan · Joegoslavië · Letland · Litouwen · Luxemburg · Mexico · Nederland · Noorwegen · Oostenrijk · Polen · Roemenië · Tsjecho-Slowakije · Verenigde Staten · Zweden · Zwitserland